# Givat Mordechai

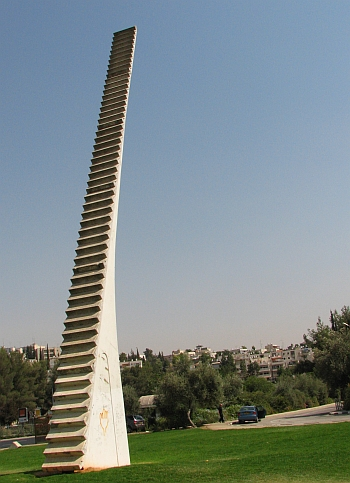
Escultura de l'escala de Jacob, Givat Mordechai, Jerusalem

Givat Mordechai (hebreu: גבעת מרדכי‎, ‘Pujol de Mordechai’) és un barri jueu al sud-oest del centre de Jerusalem, a mig camí entre els barris de Nayot i Malcha. El barri va rebre el nom d’un filántrop estatunidenc, Maxwell (Mordechai) Abbell de Chicago.

## Història
Givat Mordechai va ser creat el 1955 per membres de Hapoel Hamizrachi, el precursor del Partit Religiós Nacional, conegut en hebreu com a Mafdal. La majoria dels carrers porten el nom dels líders de Hapoel Hamizrachi. El carrer Shahal, per exemple, és un acrònim hebreu del rabí Shmuel Chaim Landau, líder sionista religiós. La població és en gran part ortodoxa moderna, amb alguns jueus seculars. Hi ha moltes sinagogues i institucions educatives a Givat Mordechai. Allà es troba el campus principal del Col·legi de Tecnologia de Jerusalem així com l'Ieixivà d'Hebron.

## Fites

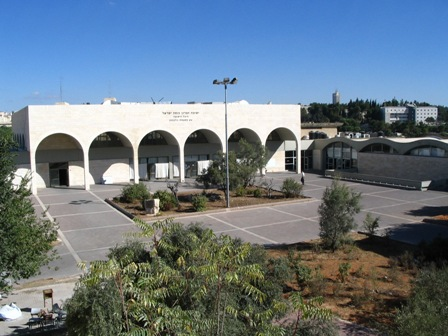
Hebron Yeshiva, Givat Mordechai

Els Bombers de Jerusalem tenen la seu central a Givat Mordechai.
L'escultura a l'aire lliure d'Ezra Orion "Stairway" (1979-1980) es troba a l'entrada de Givat Mordechai al jardí Elsie Bernadette. És àmpliament conegut com "Sulam Yaakov" o " Escala de Jacob ", fent referència a la història del Llibre del Gènesi (28: 11-19). Els esglaons mirant cap avall per dissuadir els poc prudents de pujar-hi.
Givat Mordechai limita amb la vall de Pri-Har (vall de la Gasela), una gran extensió de camps oberts que alberga un ramat de gaseles de muntanya i altres animals salvatges. Els plans per construir torres residencials aquí van provocar un clam dels ecologistes i dels residents locals, que van aconseguir bloquejar el projecte. En lloc d'això, la zona es un parc i una reserva natural.

## Persones relacionades
- El rabí Yehuda Amital, cap de l'Ieixivà de Har Etzion
- Zevulun Orlev, MK israelià i exministre